# أوسكار زيا
أوسكار زيا (باللإنجليزية: Oscar Zia) (مواليد 10 أكتوبر 1996) هو مغني وكاتب أغاني سويدي ، اشتهر بمشاركته في العديد من المسابقات التلفزيونية.

## حياته الشخصية
ولد أوسكار في 10 أكتوبر 1996، بمحلة سفيدالا بجنوب السويد. في فبراير من عام 2016 ، أعلن أوسكار زيا علنًا عن ميوله المثلية.  أوسكار هو سويدي من أصول إيطالية، ولديه 5 أشقاء هم: آنا، ودانتي، وإيزاك، وليوناردو، وإيزابيلا.

## روابط خارجية
- أوسكار زيا على موقع IMDb (الإنجليزية)
- أوسكار زيا على موقع ميوزك برينز (الإنجليزية)
- أوسكار زيا على موقع أول ميوزيك (الإنجليزية)
- أوسكار زيا على موقع ديسكوغز (الإنجليزية)
- أوسكار زيا على موقع قاعدة بيانات الفيلم (الإنجليزية)